# Mauro Vila
Mauro Adrián Vila Wilkins (Montevideo, 25 de febrero de 1986) es un futbolista uruguayo. Juega como delantero y actualmente se encuentra jugando en Cooper de la segunda división del fútbol uruguayo.

## Trayectoria
Vila salió de las canteras de Defensor Sporting y debutó profesionalmente en 2006 y fue campeón en la temporada 2007-2008 con el dorsal 14. Se mantuvo en el equipo ‘violeta’ hasta 2009. Querétaro se interesó en él y lo incorporó para la temporada 2009/2010: con la camiseta de los ‘Gallos Blancos’, jugó 27 partidos y logró anotar en tres ocasiones jugó al lado de su compatriota Adrián Romero. Tuvo un breve paso por Indios de Ciudad Juárez, donde disputó nueve encuentros, sin anotar. Para la temporada 2010/2011 retornó a Defensor Sporting, donde consiguió el título del Apertura. Fue fichado por Almirante Brown, de la Primera B de Argentina, en 2011/2012: jugó nueve partidos con la camiseta ‘mirasol’, sin mayor fortuna. En el 2012 llegó al Deportivo Quito, con el cual jugó la Copa Sudamericana e, incluso, anotó un gol ante Tigre, en el partido de ida por los octavos de final termina el año con una irregular temporada quedando en el puesto 8 sin alcanzar algún cupo a torneos internacionales 
En el año 2013 llega a UTC de Cajamarca club con el cual consigue la clasificación a la Copa Sudamericana 2014 siendo eliminados por Deportivo Cali, para el siguiente año cumple una irregular campaña salvándose del descenso por 1 punto. En una entrevista el jugador uruguayo manifestó que hubo molestia de parte de los jugadores debido al incumplimiento de pagos, motivo que apuró su salida del club cajamarquino. Mauro jugó en total 68 partidos y anotó 7 goles.
Llega al 2015 al Rampla Juniors ayudando al equipo a una mejoría pero impidiendo el descenso a la Segunda División Uruguaya. A mediados del 2016 llega al Boston River club con el que clasificó a la Copa Conmebol Sudamericana 2017. En el 2018 tuvo un paso irregular por el Deportivo Binacional, Club recién ascendido y que ese año logró clasificar a la Copa Sudamericana 2019. Aunque a mediados de ese año, Vila es transferido al Club Sportivo Miramar Misiones que disputaba la Segunda División Profesional de Uruguay, aunque lamentablemente ese año, dicho Club pierde la categoría y desciende a la Segunda División B Nacional de Uruguay.

## Clubes
| Club                       | País      | Año       |
| -------------------------- | --------- | --------- |
| Defensor Sporting          | Uruguay   | 2005-2009 |
| Querétaro F. C.            | México    | 2009-2010 |
| Indios de Ciudad Juárez    | México    | 2010      |
| Defensor Sporting          | Uruguay   | 2011      |
| Almirante Brown            | Argentina | 2011-2012 |
| Deportivo Quito            | Ecuador   | 2012      |
| Univ. Técnica de Cajamarca | Perú      | 2013-2014 |
| Rampla Juniors             | Uruguay   | 2015      |
| Boston River               | Uruguay   | 2016-2017 |
| Deportivo Binacional       | Perú      | 2018      |
| Miramar Misiones           | Uruguay   | 2018      |